# Takayus wangi
Takayus wangi là một loài nhện trong họ Theridiidae.
Loài này thuộc chi Takayus. Takayus wangi được Chuandian Zhu miêu tả năm 1998.